# Powervolley Milano 2015-2016
Questa voce raccoglie le informazioni riguardanti la Powervolley Milano nelle competizioni ufficiali della stagione 2015-2016.

## Stagione
La stagione 2015-16 è per la Powervolley Milano, sponsorizzato da Revivre, la seconda consecutiva in Serie A1: rispetto all'annata precedente viene cambiato l'allenatore, la cui scelta cade su Luca Monti, e tutta la rosa, con l'unica conferma di Giorgio De Togni. Tra i nuovi acquisti quelli di Matteo Burgsthaler, Aimone Alletti, Danail Milušev, Todor Skrimov, Renato Russomanno, Federico Tosi e Daniele Sottile, sostituito poco dopo l'inizio del campionato da Dante Boninfante, mentre tra le cessioni quelle di Milan Bencz, Joseph Kauliakamoa, Giordano Mattera, Stefano Patriarca, Vinicius dos Santos e Péter Veres.
Il girone di andata del campionato vede il club milanese ottenere esclusivamente sconfitte, eccetto una sola vittoria, all'undicesima giornata, per 3-2, in casa del Gruppo Sportivo Porto Robur Costa: la squadra inoltre aveva conquistato precedentemente due punti in occasione delle gare perse al tie-break contro la Pallavolo Molfetta e la Top Volley; l'ultimo posto in classifica non consente la qualificazione alla Coppa Italia. Il girone di ritorno, nonostante anch'esso caratterizzato da sole sconfitte, vede la Powervolley Milano vincere in due occasioni due partite consecutive, ossia tra la sedicesima e la diciassettesima giornata e tra la ventunesima e ventiduesima giornata, chiudendo al penultimo posto in classifica e accedendo ai play-off per il quinto posto, i quali, in caso di vittoria finale, consentono l'accesso alla Challenge Cup 2016-17. Dopo aver affrontato un girone per definire gli accoppiamenti della fase a eliminazione diretta, nei quarti di finale viene eliminato in due gare dalla Top Volley.

## Organigramma societario
Area direttiva
- Presidente: Carlos Rosares
- Presidente onorario: Lucio Fusaro
- Vicepresidente: Marco Collini

Area organizzativa
- Team manager: Ivan D'Altoè
- Direttore sportivo: Fabio Lini
- Consulente delegato: Alberto Gavazzi

Area tecnica
- Allenatore: Luca Monti
- Allenatore in seconda: Henk-Jan Held
- Scout man: Massimiliano De Marco

Area comunicazione
- Area comunicazione: Marta Robecchi
- Fotografo: Alessandro Pizzi

Area marketing
- Ufficio marketing: Marta Robecchi
- Responsabile eventi: Martina Di Tomaso
- Biglietteria: Martina Di Tomaso

Area sanitaria
- Responsabile staff medico: Claudio Benenti
- Preparatore atletico: Diego Cerioli
- Assistente preparatore atletico: Tommaso Magnani
- Fisioterapista: Marco Candiloro
- Osteopata: Marco Candiloro, Luca Tonetti

## Rosa
| N° | Nome               | Ruolo | Data di nascita   | Nazionalità sportiva |
| -- | ------------------ | ----- | ----------------- | -------------------- |
| 1  | Danail Milušev     | S/O   | 3 febbraio 1984   | Bulgaria             |
| 2  | Filip Gavenda      | S/O   | 13 gennaio 1996   | Slovacchia           |
| 3  | Ivan Borovnjak     | S     | 4 luglio 1989     | Serbia               |
| 4  | Aimone Alletti     | C     | 28 giugno 1988    | Italia               |
| 5  | Daniele Sottile    | P     | 17 agosto 1979    | Italia               |
| 6  | Riccardo Sbertoli  | P     | 23 maggio 1998    | Italia               |
| 8  | Todor Skrimov      | S     | 9 gennaio 1990    | Bulgaria             |
| 9  | Renato Russomanno  | S     | 5 gennaio 1983    | Brasile              |
| 10 | Federico Tosi      | L     | 18 settembre 1991 | Italia               |
| 11 | Giorgio De Togni   | C     | 7 luglio 1985     | Italia               |
| 12 | Roberto Rivan      | L     | 12 aprile 1994    | Italia               |
| 13 | Kamil Baránek      | S     | 2 maggio 1983     | Rep. Ceca            |
| 14 | Dante Boninfante   | P     | 7 marzo 1977      | Italia               |
| 15 | Andrea Galaverna   | S     | 18 febbraio 1994  | Italia               |
| 15 | Krasimir Georgiev  | C     | 13 febbraio 1995  | Bulgaria             |
| 17 | Matteo Burgsthaler | C     | 18 febbraio 1981  | Italia               |
| 18 | Federico Marretta  | S/O   | 9 agosto 1990     | Italia               |

## Mercato
| Acquisti | Acquisti           | Acquisti             | Acquisti      |
| R.       | Nome               | da                   | Modalità      |
| -------- | ------------------ | -------------------- | ------------- |
| C        | Aimone Alletti     | Piacenza             | definitivo    |
| S        | Kamil Baránek      | inattivo             | definitivo    |
| P        | Dante Boninfante   | Top Volley Latina    | definitivo    |
| S        | Ivan Borovnjak     | Maliye Milli Piyango | definitivo    |
| C        | Matteo Burgsthaler | Trentino             | definitivo    |
| S/O      | Andrea Galaverna   | Segrate              | fine prestito |
| S/O      | Filip Gavenda      | Trenčín              | definitivo    |
| C        | Krasimir Georgiev  | PAOK                 | definitivo    |
| S/O      | Federico Marretta  | Audentese            | definitivo    |
| S/O      | Danail Milušev     | FC Tokyo             | definitivo    |
| L        | Roberto Rivan      | Sant'Anna            | definitivo    |
| S        | Renato Russomanno  | VBCE                 | definitivo    |
| P        | Riccardo Sbertoli  | Segrate              | definitivo    |
| S        | Todor Skrimov      | Top Volley Latina    | definitivo    |
| P        | Daniele Sottile    | Top Volley Latina    | definitivo    |
| L        | Federico Tosi      | Città di Castello    | definitivo    |

| Cessioni | Cessioni            | Cessioni          | Cessioni   |
| R.       | Nome                | a                 | Modalità   |
| -------- | ------------------- | ----------------- | ---------- |
| S/O      | Milan Bencz         | ?                 | definitivo |
| S/O      | Willian Bermudez    | ?                 | definitivo |
| S        | Ivan Borovnjak      | ?                 | definitivo |
| L        | Andrea Cerbo        | Saronno           | definitivo |
| S        | Vinicius dos Santos | ?                 | definitivo |
| S/O      | Andrea Galaverna    | Materdomini       | prestito   |
| S        | Robert Horstink     | -                 | ritirato   |
| P        | Joseph Kauliakamoa  | ?                 | definitivo |
| P        | Giordano Mattera    | Fossano           | definitivo |
| C        | Stefano Patriarca   | Piacenza          | definitivo |
| S        | Alessandro Preti    | Libertas Brianza  | definitivo |
| L        | Marco Rizzo         | Milano            | definitivo |
| P        | Daniele Sottile     | Top Volley Latina | definitivo |
| S        | Bruno Temponi       | Bento Gonçalves   | definitivo |
| C        | Damiano Valsecchi   | Lugano            | definitivo |
| S        | Péter Veres         | Al-Rayyan         | definitivo |

## Risultati

### Serie A1

#### Girone di andata
| 1ª giornata - 25 ottobre 2015 PalaBanca, Piacenza       | Piacenza           | 3 - 0 | Powervolley Milano | 25-17, 25-21, 25-16               |
| 2ª giornata - 1º novembre 2015 PalaBorsani, Castellanza | Powervolley Milano | 0 - 3 | Sir Safety Perugia | 14-25, 19-25, 22-25               |
| 3ª giornata - 8 novembre 2015 PalaPanini, Modena        | Modena             | 3 - 0 | Powervolley Milano | 25-15, 25-21, 25-12               |
| 4ª giornata - 11 novembre 2015 PalaBorsani, Castellanza | Powervolley Milano | 2 - 3 | Molfetta           | 23-25, 25-22, 22-25, 25-17, 10-15 |
| 5ª giornata - 17 novembre 2015 PalaBorsani, Castellanza | Powervolley Milano | 1 - 3 | Milano             | 22-25, 25-19, 20-25, 23-25        |
| 6ª giornata - 22 novembre 2015 PalaBianchini, Latina    | Top Volley Latina  | 3 - 2 | Powervolley Milano | 25-19, 25-22, 23-25, 22-25, 21-19 |
| 7ª giornata - 25 novembre 2015 PalaBorsani, Castellanza | Powervolley Milano | 0 - 3 | Lube               | 13-25, 18-25, 16-25               |
| 8ª giornata - 29 novembre 2015 PalaOlimpia, Verona      | BluVolley Verona   | 3 - 0 | Powervolley Milano | 25-16, 25-20, 27-25               |
| 9ª giornata - 5 dicembre 2015 PalaBorsani, Castellanza  | Powervolley Milano | 0 - 3 | Trentino           | 19-25, 23-25, 23-25               |
| 10ª giornata - 9 dicembre 2015 PalaBorsani, Castellanza | Powervolley Milano | 1 - 3 | Padova             | 38-36, 21-25, 27-29, 23-25        |
| 11ª giornata - 13 dicembre 2015 PalaGalassi, Forlì      | Porto Robur Costa  | 2 - 3 | Powervolley Milano | 25-20, 25-15, 21-25, 22-25, 12-15 |

#### Girone di ritorno
| 12ª giornata - 20 dicembre 2016 PalaBorsani, Castellanza          | Powervolley Milano | 2 - 3 | Piacenza           | 25-22, 27-25, 23-25, 18-25, 12-15 |
| 13ª giornata - 17 gennaio 2016 PalaEvangelisti, Perugia           | Sir Safety Perugia | 3 - 0 | Powervolley Milano | 25-21, 25-17, 25-17               |
| 14ª giornata - 24 gennaio 2016 PalaBorsani, Castellanza           | Powervolley Milano | 0 - 3 | Modena             | 18-25, 19-25, 15-25               |
| 15ª giornata - 31 gennaio 2016 PalaPoli, Molfetta                 | Molfetta           | 3 - 0 | Powervolley Milano | 25-21, 25-20, 25-21               |
| 16ª giornata - 4 febbraio 2016 Palazzetto dello Sport, Monza      | Milano             | 1 - 3 | Powervolley Milano | 26-28, 20-25, 25-22, 16-25        |
| 17ª giornata - 9 febbraio 2016 PalaBorsani, Castellanza           | Powervolley Milano | 3 - 1 | Top Volley Latina  | 25-18, 27-29, 25-21, 25-22        |
| 18ª giornata - 13 febbraio 2016 PalaCivitanova, Civitanova Marche | Lube               | 3 - 0 | Powervolley Milano | 25-20, 25-20, 25-17               |
| 19ª giornata - 21 febbraio 2016 PalaBorsani, Castellanza          | Powervolley Milano | 0 - 3 | BluVolley Verona   | 25-27, 17-25, 25-27               |
| 20ª giornata - 24 febbraio 2016 PalaTrento, Trento                | Trentino           | 3 - 1 | Powervolley Milano | 25-27, 25-15, 25-16, 25-15        |
| 21ª giornata - 1º marzo 2016 PalaSanLazzaro, Padova               | Padova             | 1 - 3 | Powervolley Milano | 22-25, 15-25, 25-23, 21-25        |
| 22ª giornata - 6 marzo 2016 PalaBorsani, Castellanza              | Powervolley Milano | 3 - 2 | Porto Robur Costa  | 25-23, 23-25, 20-25, 25-17, 15-10 |

#### Play-off 5º posto
| 1ª giornata - 12 marzo 2016 PalaGalassi, Forlì                      | Porto Robur Costa  | 1 - 3 | Powervolley Milano | 21-25, 20-25, 25-23, 20-25        |
| 2ª giornata - 20 marzo 2016 Palazzetto dello Sport, Monza           | Milano             | 2 - 3 | Powervolley Milano | 25-19, 21-25, 25-23, 24-26, 16-18 |
| 3ª giornata - 26 marzo 2016 PalaBorsani, Castellanza                | Powervolley Milano | 2 - 3 | Piacenza           | 25-23, 20-25, 13-25, 25-22, 15-17 |
| Quarti di finale (gara 1) - 10 aprile 2016 PalaBianchini, Latina    | Top Volley Latina  | 3 - 0 | Powervolley Milano | 25-15, 25-19, 25-19               |
| Quarti di finale (gara 2) - 13 aprile 2016 PalaBorsani, Castellanza | Powervolley Milano | 0 - 3 | Top Volley Latina  | 22-25, 19-25, 17-25               |

## Statistiche

### Statistiche di squadra
| Competizione | Punti | In casa | In casa | In casa | In trasferta | In trasferta | In trasferta | Totale | Totale | Totale |
| Competizione | Punti | G       | V       | P       | G            | V            | P            | G      | V      | P      |
| ------------ | ----- | ------- | ------- | ------- | ------------ | ------------ | ------------ | ------ | ------ | ------ |
| Serie A1     | 16    | 13      | 2       | 11      | 14           | 5            | 9            | 27     | 7      | 20     |
| Totale       | -     | 13      | 2       | 11      | 14           | 5            | 9            | 27     | 7      | 20     |

G = partite giocate; V = partite vinte; P = partite perse

### Statistiche dei giocatori
| Giocatore      | Serie A1 | Serie A1 | Serie A1 | Serie A1 | Serie A1 | Totale | Totale | Totale | Totale | Totale |
| Giocatore      | P        | PT       | AV       | MV       | BV       | P      | PT     | AV     | MV     | BV     |
| -------------- | -------- | -------- | -------- | -------- | -------- | ------ | ------ | ------ | ------ | ------ |
| A. Alletti     | 25       | 188      | 126      | 42       | 20       | 25     | 188    | 126    | 42     | 20     |
| K. Baránek     | 18       | 100      | 83       | 9        | 8        | 18     | 100    | 83     | 9      | 8      |
| D. Boninfante  | 15       | 21       | 9        | 7        | 5        | 15     | 21     | 9      | 7      | 5      |
| I. Borovnjak   | 1        | -        | -        | -        | -        | 1      | -      | -      | -      | -      |
| M. Burgsthaler | 17       | 83       | 46       | 31       | 6        | 17     | 83     | 46     | 31     | 6      |
| G. De Togni    | 23       | 111      | 84       | 20       | 7        | 23     | 111    | 84     | 20     | 7      |
| A. Galaverna   | 3        | 33       | 26       | 6        | 1        | 3      | 33     | 26     | 6      | 1      |
| F. Gavenda     | 4        | 5        | 3        | 1        | 1        | 4      | 5      | 3      | 1      | 1      |
| K. Georgiev    | 9        | 61       | 40       | 18       | 3        | 9      | 61     | 40     | 18     | 3      |
| F. Marretta    | 19       | 74       | 63       | 5        | 6        | 19     | 74     | 63     | 5      | 6      |
| D. Milušev     | 25       | 360      | 330      | 17       | 13       | 25     | 360    | 330    | 17     | 13     |
| R. Rivan       | 7        | -        | -        | -        | -        | 7      | -      | -      | -      | -      |
| R. Russomanno  | 27       | 146      | 128      | 12       | 6        | 27     | 146    | 128    | 12     | 6      |
| R. Sbertoli    | 25       | 25       | 8        | 14       | 3        | 25     | 25     | 8      | 14     | 3      |
| T. Skrimov     | 20       | 325      | 282      | 7        | 36       | 20     | 325    | 282    | 7      | 36     |
| D. Sottile     | 6        | 17       | 13       | 3        | 1        | 6      | 17     | 13     | 3      | 1      |
| F. Tosi        | 25       | -        | -        | -        | -        | 25     | -      | -      | -      | -      |

P = presenze; PT = punti totali; AV = attacchi vincenti; MV = muri vincenti; BV = battute vincenti